# District de Kumage (Kagoshima)
Ne doit pas être confondu avec le district de Kumage dans la préfecture de Yamaguchi.

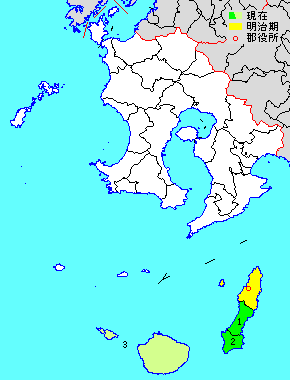
Localisation du district de Kumage.

Le district de Kumage (熊毛郡, Kumage-gun) est un district de la préfecture de Kagoshima, au Japon.

## Géographie

### Démographie
Au 1er novembre 2014, la population du district de Kumage était de 27 157 habitants répartis sur une superficie de 789,18 km2.

## Communes du district
- Minamitane
- Nakatane
- Yakushima

La ville de Nishinoomote et le district de Kumage forment la sous-préfecture de Kumage.